# Solomon Kane (Film)
Solomon Kane ist eine Verfilmung mit dem von Robert E. Howard erschaffenen Titelhelden. Der Film spielt in einer von der Frühen Neuzeit inspirierten Fantasiewelt, die auf düsterer Szenerie und schwarzer Magie beruht. Regie führte M. J. Bassett, die Hauptrolle des Solomon Kane spielte James Purefoy.

## Handlung
Solomon Kane kämpft um 1600 als grausamer Söldner unter Königin Elisabeth I. Bei der Eroberung einer heidnischen Festung in Nordafrika begegnet er dem Todesengel des Teufels, welcher ihm sagt, dass seine Seele durch einen Pakt ihm gehöre. Solomon erklärt, nie einen solchen Pakt geschlossen zu haben, und in letzter Sekunde kann er dem Todesengel durch einen beherzten Sprung durchs Fenster entkommen.
Ein Jahr später befindet sich Solomon Kane in einem Kloster, er hat der Gewalt abgeschworen, seinen Besitz der Kirche geschenkt und lebt dort friedlich, da er hofft, so seine Seele vor dem Teufel zu bewahren.
Dieses Leben ist aber nur von kurzer Dauer, da der Abt des Klosters Solomon nach Westen schickt. Er habe Gott um Rat angefleht und dieser habe ihm offenbart, dass Kane der zweitgeborene Sohn eines Adligen ist, und er zum Landsitz seiner Familie zurückkehren solle. Schweren Herzens macht er sich auf den Weg durch ein Land, das von Gesetzlosen geplagt wird. Nachdem er von einer dieser Räuberbanden ausgeraubt und niedergeschlagen worden ist, findet er Aufnahme bei der Puritanerfamilie Crowthorn, die auf dem Weg nach Amerika ist.
Leider hat die Familie kein Glück, denn sie wird kurze Zeit später von Anhängern des Hexenmeisters Malachai angegriffen, und bis auf die junge Meredith und ihre Mutter Katherine werden alle getötet. Kurz vor seinem Tod fordert der sterbende Vater von Solomon Kane, dass dieser Meredith rette und so auch seine Seele. Daraufhin macht sich Kane auf den Weg nach Westen.
Nach mehrtägiger Reise kann er einige der Entführer stellen und muss zu seinem Leidwesen erfahren, dass Meredith tot sein soll. Diese Nachricht treibt Kane in die totale Verzweiflung, und in einem kleinen Dorf gibt er sich dem Alkohol hin; ihm ist nun alles egal. Auch als das Dorf angegriffen wird, wehrt er sich nicht und wird auf Befehl des Anführers der Bande, einem Mann mit einer Maske aus Haut, ans Kreuz geschlagen. Erst im letzten Augenblick findet er seinen Lebensmut wieder, als er Merediths Stimme vernimmt und sich vom Kreuz losreißt.
Ein paar wagemutige Männer retten ihn und pflegen ihn gesund. Von diesen erfährt er auch, dass der Sitz des Hexenmeisters das Schloss seines Vaters sei, und dass es dort schon lange keinen Lord mehr gebe. Sein neues Ziel vor Augen macht er sich mit den Männern auf, das Land von Malachai zu befreien und Meredith zu retten.
Im Schloss angekommen muss er die grausame Wahrheit erkennen: Der Mann unter der Maske ist sein älterer Bruder, den er nach einem Streit für tot hielt, weil er ihn versehentlich eine Klippe hinunter warf. Bei diesem Sturz starb er zwar nicht, doch kein Heiler oder Priester konnte ihm helfen. Solomon erfährt von seinem Vater, der in einer Zelle im Schloss dahinvegetiert, dass dieser daraufhin den Hexenmeister Malachai gerufen hat, um seinen Sohn zu retten; sein Vater war es, der den Pakt mit dem Teufel einging, mit dem er Solomons Seele verkaufte, um seinen anderen Sohn zu retten. Um für seine Sünden zu büßen, fleht er Solomon an, ihn zu töten, was dieser auch schweren Herzens tut.
Es kommt zum großen Endkampf im Thronsaal des Schlosses, wo Solomon zunächst seinen Bruder töten muss. Als er danach den Hexenmeister selbst angreifen will, zeigt sich, warum dieser das Mädchen entführen ließ: Mit Hilfe von Merediths Blut ruft er einen riesigen Dämonen herbei, um Solomons Seele endlich dem Teufel übergeben zu können. In letzter Minute kann Solomon Malachai aber töten und somit das Mädchen und zugleich auch seine Seele retten.
Am Grab seiner Familie stehend schwört er, sich gegen das Böse aufzulehnen, da es sonst niemand tut.

## Kritik
Das Branchenblatt Variety gab dem Film eine negative Bewertung mit der Aussage: Bassetts Regie fehle das Fingerspitzengefühl, während Schauspieler Purefoy spielerisch die darstellerischen Anstrengungen meistere. Das Drehbuch gebe seinem Hauptcharakter Macht und eine Mission, allerdings nur wenig Persönlichkeit, was nicht Purefoy anzulasten sei. The Guardian gab dem Film 3 von 5 Sternen: „Es gibt viele Dinge, die dem Film gut tun: Der ernsthafte Tonfall, das stetige Tempo, die schlammige und blutige Szenerie und eine überzeugende Darstellung Purefoys in seinem eigenen West-Country-Dialekt. Allerdings wird der Film nicht ganz seiner Vorlage gerecht und bietet wenige Überraschungen.“

## Hintergrund
Der Film kostete 45 Millionen US-Dollar und wurde 2009 auf den Filmfestspielen von Toronto uraufgeführt. Weltweit nahm der Film bis Dezember 2010 aber nur etwa 19 Mio. US-Dollar ein. Der Film wurde in Deutschland erstmals am 17. August 2010 im Rahmen des Fantasy Filmfests gezeigt.